# Chantal Mauduit

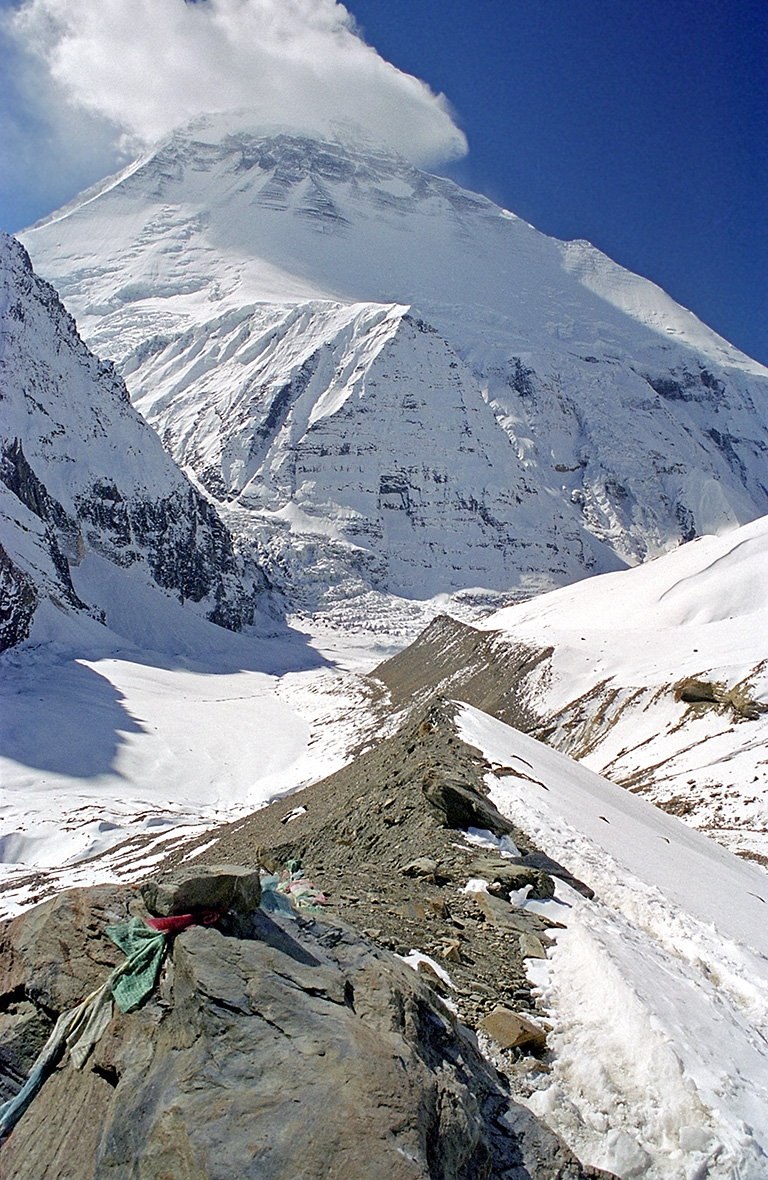
Dhaulagiri I, montaña en la que falleció Chantal Mauduit.

Chantal Mauduit (París, 24 de marzo de 1964 - Dhaulagiri, 13 de mayo de 1998) fue una destacada alpinista francesa. Llegó a los Alpes franceses a los cinco años de edad y comenzó a escalar a los quince. Después de varias rutas difíciles en los Alpes, centró su atención en los Andes y luego el Himalaya, donde ascendió, siempre sin oxígeno, el K2 (agosto de 1992 - cuarta mujer y único ascenso), Shisha Pangma (1993), Cho Oyu (1993), Lhotse (1996 - primer ascenso de una mujer en solitario), Manaslu (1996), Gasherbrum II (1997). Su prometedora carrera como escaladora se detuvo en seco por una avalancha en el Dhaulagiri el 13 de mayo de 1998 que la mató, a ella y a su compañero sherpa Ang Tsering mientras dormían en su tienda. En honor de su generosidad, sus amigos y familia crearon una fundación para ayudar a los niños nepalíes necesitados, especialmente con la escuela: la Asociación Chantal Mauduit Namasté.

## Controversia
El destacado escalador de altitud estadounidense Ed Viesturs escribió en su autobiografía No Shortcuts To The Top que Mauduit había precisado ser rescatada en varias ocasiones por otras expediciones alpinistas, y nunca había dado las gracias públicamente o incluso reconocido la ayuda que le habían prestado. Se ha documentado una ocasión en que Mauduit enfermó por la altitud, durante un intento fallido en el Everest en 1995 como parte de la expedición de Rob Hall. Ningún otro autor ha hecho acusaciones semejantes de fracaso en la altitud o de ser desagradecida contra Mauduit en este u otros ascensos.
Viesturs también suscita dudas sobre la causa de su muerte, sugiriendo sofocación o envenenamiento por monóxido de carbono como otras causas posibles, implicando con lo del monóxido de carbono nuevamente que Mauduit y su sherpa eran unos incompetentes. En este libro, Viesturs reconoce que esto es una opinión personal sobre lo que el cree que es una teoría viable dada su experiencia. Viesturs estaba también en el Dhaulagiri cuando Mauduit murió, pero no tenía conocimiento de primera mano de las circunstancias en las que Mauduit falleció. La autopsia francesa concluyó que la causa de la muerte fue un cuello roto como resultado de un golpe con hielo o una roca, y Viesturs no pone en entredicho los hallazgos de la autopsia. Mientras que la asfixia es una causa posible de muerte, sería más posiblemente debido al hecho de que la tienda fue arrollada por una avalancha nocturna y como parte de ella acabó roto el cuello de Mauduit. Frederique Delrieu, un compañero de escalada tanto de Viesturs como de Mauduit, vio el cuerpo de Mauduit de primera mano y confirmó que ella tenía el cuello roto. El editor de Mountain Zone, donde Viesturs por primera vez habló de la muerte de Mauduit, escribió que:

Los informes de Mountain Zone (abajo) pretenden arrojar algo de luz sobre el accidente tan pronto como sea posible. Los editores lamentan que las afirmaciones de Ed Viesturs, que pretenden proporcionar información sobre la tragedia cuando no había ninguna disponible en ningún otro lugar, fueron malinterpretadas como una crítica a Chantal Mauduit.--Ed.

Frederique Delrieu más tarde escribió en Mountain Zone que:

Los montañeros que tuvieron un papel importante en la búsqueda de Chantal y Tshering y a quienes encontramos en Katmandú creen que no cometieron ningún error: buena aclimatación, buena elección de campos, salidas con buenas previsiones meteorológicas. Tenían buen estado de ánimo y una excelente forma. Esta vez el Dhaulagiri fue extremadamente cruel. Chantal y Tshering pagaron el precio más alto por él.
La imagen de Chantal — víctima de la montaña, inanimada debida a un cuello roto - quedará en mi mente durante largo tiempo. De manera que estoy furioso cuando leo que "la indiferente y despreocupada" Chantal pudo olvidarse de limpiar el exceso de nieve que había acumulado sobre su tienda y que ella se buscó asfixia por gas cocinando en su tumba de hielo.
Chantal participó en 18 expediciones, intervino en cientos de ascensos bien conocidos por todo el mundo y había estado escalando durante 18 años. ¿Crees que puedes volver 18 veces seguidas a las mayores altitudes y participar en muchas de las más exigentes "escaladas verticales" trepando despreocupadamente? ¿Crees que Chantal y Tshering, siendo tan experimentados, no sabían que tenías que retirar el exceso de nieve de la tienda y que no se cocina dentro (esta es una de las primeras cosas que Chantal me enseñó)?
...
Chantal quedó cautivada por la belleza del mundo y lo buscaba en todo el mundo, todos los días. Hasta entonces, se expresó en el reino que ella misma se había creado. Era sinceramente feliz allí, en perfecta armonía con la naturaleza y extremadamente cómoda - que por su puesto suscitó algo de celos (es difícil admitir que eres más débil que una joven mujer muy bella y agradable que era naturalmente brillante). Ella también sabía cómo buscar y anticipar el peligro para evitarlo. Poseía una rara inteligencia y una experiencia incuestionable que ella aprendió en el Himalaya. A la hora de su muerte, era una de las himalayistas más experimentadas, teniendo más lecciones que dar que por recibir en relación con la situación (incluso si ella odiara eso). 